# Armando Barducci
Armando Barducci, né le 30 avril 1926 à Martorano di Cesena Province de Forlì-Cesena en Émilie-Romagne et mort le 22 octobre 2016, est un coureur cycliste italien, professionnel de 1948 à 1957.  

## Palmarès
- 1947
  - Grand Prix di Meldola
- 1948
  - 2e du Trophée Matteotti
- 1949
  - 8e du Tour des Apennins
- 1951
  - 6e du Tour des Apennins
- 1953
  - 3e de la course de côte de La Turbie
- 1954
  - 2e du Tour de Toscane
  - 3e du Tour de Vénétie
  - 2e de la course de côte de La Turbie
  - 9e de la Coppa Bernocchi
- 1956
  - 3e de la course de côte de La Turbie

## Résultats sur les grands tours

### Tour d'Italie
6 participations
- 1949 : 45e
- 1950 : 16e
- 1951 : 30e
- 1952 : 26e
- 1953 : 42e
- 1954 : 35e